# Forsane Alizza
Pour les articles homonymes, voir Fursan.
 (octobre 2016).
Forsane Alizza (en arabe : فرسان العزّة),  également baptisé « Les Cavaliers de la fierté », est un groupuscule radical islamiste, créé en août 2010 à Nantes, en France, par Mohamed Achamlane et dissout le 1er mars 2012 à la demande du ministre de l'intérieur Claude Guéant, qui considérait cette organisation comme incitant à la « lutte armée », et en vertu de la loi du 10 janvier 1936 sur les groupes de combat et milices privées,.

## Activités
Articulé autour d'un noyau dur estimé à une quinzaine de personnes, le groupuscule Forsane Alizza a commencé à faire parler de lui à l'occasion d'événements médiatisés.
Avant 2010 le mouvement s'appelait Sirat Alizza (« la voie de la fierté »)
En juin 2010, les membres de ce groupuscule manifestent dans un restaurant McDonald’s de Limoges pour dénoncer les liens qui existaient, selon eux, entre l’enseigne de restauration rapide et « la fondation juive ». Au mois de septembre 2010, ils avaient également demandé à leurs membres de piétiner le Code pénal en signe de protestation envers un internaute qui a brûlé et uriné sur le Coran, toujours à Limoges, en criant des slogans hostiles à l’encontre de l’État d’Israël. Ces deux actions avaient été filmées et mises en ligne sur Internet. Le fondateur du groupe avait été condamné à quatre mois de prison avec sursis et 2 000 € d’amende pour provocation à la discrimination raciale.
En août 2010, l'association est créée.
Le 17 septembre 2010, les Cavaliers de la fierté manifestent devant le tribunal de grande instance de Limoges pour protester contre la menace d'un pasteur américain de brûler le Coran et contre « des interpellations de femmes portant le voile intégral ». Soupçonnés par la police de propager « une théorie de promotion de la lutte armée pour des motifs religieux », les membres prônent l'instauration en France du califat et l'application de la charia.
Le 18 septembre 2010, des groupes identitaires organisent une manifestation anti-islamiste appelé les « Assises de l'islamisation » . Forsane Alizza tente d'organiser une contre-manifestation. Elle ne rassembla que quelques dizaines de personnes. Les vidéos du site contre cette manifestation[Laquelle ?] sont antisémites, machistes et homophobes
Le 20 septembre 2010 dans une émission de Radio France Maghreb, Mohamed Achamlane déclare : « Parlons-en, du 11 septembre : les familles des victimes sont les premières à dénoncer ces accusations. On a dit que c’était des musulmans qui étaient à l’origine de ces attentats, mais personne n’y croit. Absolument personne. Il y a des scientifiques qui se sont penchés sur la question, il y a eu des preuves qui ont été mises au jour. Mais force est de constater que les journalistes s’obstinent à faire de la propagande et à diffuser des mensonges sur un support qui est la télévision et que l’on paie. Ça nous coûte très cher pour qu’on soit discriminés et insultés. Le 11 septembre c’est pas les musulmans…. Dans deux ans ça va être les élections présidentielles. Je suis sûr, on est sûrs et certains, et je suis pas tout seul, on est des milliers de musulmans à penser ça, et des millions à travers le monde, on est sûrs et certains qu’il va y avoir, et ça commence déjà, des éventuels attentats qui pourraient survenir. On n’est pas dupes ».
Le groupement Forsane Alizza « entretient des relations constantes avec des mouvements islamistes implantés à l'étranger ou des personnes impliquées dans des actes de terrorisme ». Il serait, en particulier, « proche de l'organisation britannique interdite al-Muhajiroun qui s'est distinguée pour avoir fait l'apologie des attentats du 11 septembre 2001 et avoir qualifié Tony Blair de « cible légitime » pour tout musulman. Lors de certaines manifestations, les membres de Forsane Alizza arborent les drapeaux et banderoles aux couleurs de l'organisation britannique.»
Le 9 avril 2011 Forsane Alizza, sous le nom  « Collectif autour de l'unicité Tawhid » (Cadut) a lancé un appel à manifester contre la loi qui interdit le port du voile intégral, le niqab qui doit entrer en vigueur lundi 11 avril. le collectif  rassemble des Anglais, Belges et Français, son but avoué est d'imposer la charia (droit musulman) en France. Selon la préfecture de police de Paris, le Cadut entendait rassembler 100 à 200 personnes. Le collectif s'est rendu sur la place de la Nation. La police a  procédé à l'interpellation de 61 membres supposés du groupuscule, dont 19 femmes.
En octobre 2011, des membres de Forsane Alizza se joignent aux manifestations organisées par les groupes d'extrême droite Civitas et Renouveau français contre les représentations programmées au Théâtre de la Ville de Paris du spectacle Sur le concept du visage du fils de Dieu, jugé blasphématoire,.
Lors d'une conférence de presse, le 27 janvier 2012, Mohamed Achamlane a déclaré que son groupement « se préparait physiquement pour d'éventuelles agressions ».
Depuis la dissolution, des membres confirment que le mouvement s'orientait vers des actions dures. « Oui, je me suis préparé au combat, on voulait défendre notre religion et nos sœurs qui veulent porter le niqab en toute liberté, par exemple. Pour être discret, il y avait un discours « on » pour rassurer les médias, les politiques, etc. Mais « off », entre nous, nous parlions de l'Afghanistan, de Ben Laden… On regardait certaines vidéos. Il fallait se tenir prêt au combat, à tout moment. »
Le 29 février 2012, le groupuscule est dissous par le ministre de l’intérieur Claude Guéant.

## Idéologie
Ils se réclament d'un islamisme radical, empruntant sa rhétorique au salafisme djihadiste (qui conjugue salafisme et jihadisme). Leur idéologie est la même que celle de Sayyid Qutb. Leurs héros sont Oussama ben Laden et les organisations proche d'Al-Qaïda. Selon eux, celui qui juge avec des lois autres que celles qu'Allah a révélées est un tâghoût. Ils tentent de dresser les musulmans contre le réputé ennemi que serait la société française et notamment  :
- Les citoyens français qualifiés de kouffar, infidèles et mécréants ;
- L'État français qualifié de Tâghoût, terme générique qui inclut Satan et les idoles ;
- Les Juifs (et plus particulièrement la LDJ et les sionistes).

Ils sont davantage actifs dans la lutte virtuelle sur Internet que dans l'action réelle, ce que le sociologue Gilles Kepel qualifie de cyberjihad. Les vidéos mettent en scène des affrontements avec les kouffar et le Tâghoût poussant les limites légales et rêvant d'un procès pour en faire une tribune. Le procédé est comparable à celui d'Al-Qaida. La seule différence réside dans le fait que l'organisation s'en tient au virtuel sans passer à l'acte.

## Principaux membres présumés
- Mohammed Achamlane est un émir autoproclamé d'origine marocaine né à Nantes en novembre 1977[17]. Son père est marocain, sa mère est bretonne, il a quatre enfants[18]. Il est le créateur et porte-parole de Forsane Alizza. Il se fait appeler Cortex ou Cheikh Abou Hamza, du nom de l'oncle maternel du prophète de l'islam Mahomet[19]. À 35 ans, il est marié, père de deux enfants et vit du RSA et des allocations dans un pavillon à Bouguenais, près de Nantes. Le 6 août 2011 à Aulnay-sous-bois, il brûle un Code pénal en signe de protestation contre l'application de la loi interdisant le port du voile intégral. Il prévient que « la violence dont les musulmans font l'objet chaque jour va se transformer en bain de sang si cela continue sur cette voie (…). Si Allah veut, nous serons de véritables moudjahidins. »[20] En 2015, il est condamné à 9 ans de prison pour terrorisme. Il ciblait notamment des Hyper Cacher. Il est libéré le 15 janvier 2020[21].
- Christy Aillet, l'épouse de Mohammed Achamlane, n'a aucun lien prouvé avec l'organisation. Cependant, le Nouvel Obs signale que deux sites très proches de Forsane Alizza, dont le « Collectif Tawhid », ont comme contact une certaine Christie Aillet[22].
- Baroudi Bouzid : arrivé en France dans les années 70 dans une famille de huit enfants, employé dans une entreprise de chaudronnerie, père de cinq enfants, Bouzid dit avoir acheté un Coran en français à l’âge de 18 ans . Il a été condamné à deux ans de prison, dont un an ferme, pour privation de soins. Les plus jeunes enfants, cloîtrés dans un appartement aux vitres occultées, présentaient de graves carences de croissance. Selon les médecins, leur état de santé résultait d’une conception moyenâgeuse de la religion[23]. Le magistrat Albert Lévy s'apprêtait en mars 2012, à le renvoyer devant le tribunal correctionnel[24].
- Nassir Mokhtari, 27 ans et Boumediene Nebah, 31 ans, ont été reconnus coupables de « provocation à la discrimination nationale, raciale, religieuse par parole, écrit, image ou moyen de communication au public par électronique » pour avoir organisé en 2010 une intrusion dans un McDonald's et harangué la foule avec des propos antisémites[25]
- Samir Ameur préside le Collectif autour de l’unicité du Tawhid (Cadut), une association basée à Bagnols-sur-Cèze. Sur le site internet de l'association, dénué de toute référence violente, le Cadut se présente comme une ONG récoltant des fonds pour la Somalie au nom de la zakât, la charité, un des piliers de l’islam. Ce serait une des sources de financement de Forsane Alizza[26].
- Willie Brigitte figure parmi les 26 membres dont les noms figurent sur l’arrêté actant la dissolution de Forsane Alizza. C'est un Français converti à l’islam, condamné à neuf ans de prison pour « association de malfaiteurs en relation avec une entreprise terroriste ». Ce jihadiste passé par l’Afghanistan est soupçonné d’avoir planifié un attentat en Australie[26].
- Radoine El Atallati est assistant ingénieur en expérimentation animale. Auparavant, il a travaillé à l’Institut de recherche biomédicale des armées. Selon l’arrêté ministériel, il fait partie des membres actifs de Forsane Alizza. Sur les réseaux sociaux, on le retrouve sous les pseudo Rhadwan06 ou Rhadwan31 en train de relayer ou de commenter les informations du groupe islamiste[26].
- Reda Bekhaled . le 18 septembre 2014, il est mis en examen pour tentative d'attentat dans une soirée-débat sur l'antisémitisme organisée au siège de la région Rhône-Alpes pour marquer les 70 ans du Conseil représentatif des institutions juives de France (Crif). Dans une conversation téléphonique interceptée le 5 septembre, il déclare « C'est pour mi-septembre... il faut tout préparer pour le 16, et après c'est à vue »[27].
- En octobre 2022, Khalil Ed Dahri, « radicalisé de longue date » et ayant appartenu à Forsane Alizza, après de multiples condamnations pour trafic de stupéfiants, est reconnu coupable de préparation individuelle à la commission d’un acte de terrorisme. Il est condamné à une peine de dix ans de prison ferme dont les deux tiers incompressibles[28].

## Arrestations des principaux membres du groupe
Le 30 mars 2012, la police organise un vaste coup de filet dans les milieux islamistes de plusieurs villes françaises dont Lyon, Marseille, Nice et Toulouse. Dans cette dernière ville, les militants de Forsane Alizza sont particulièrement visés dans le quartier du Mirail à Toulouse. Dix-sept membres sont mis en garde à vue.  Leur chef, Mohamed Achamlane, est notamment arrêté dans sa ville de Nantes. À son domicile, les policiers découvrent trois fusils d'assaut de type Kalachnikov, une grenade et un pistolet automatique Glock.
Le 2 avril, treize de ces dix-sept membres sont présentés aux juges pour une éventuelle mise en examen pour association de malfaiteurs en relation avec une entreprise terroriste et acquisition, détention et transport d'armes. Le procureur de Paris, François Molins, retient contre eux le « projet intellectuel » d'enlever un magistrat. Ce magistrat est le juge d'instruction de Lyon Albert Lévy ,,,,,,,. 
Le 3 avril, Mohamed Achamlane et deux comparses de la région de Nantes sont transférés à Paris en vue de leur mise en examen par les juges antiterroristes Nathalie Poux et Marc Trévidic.
Le 10 avril 2012, une « source proche de l’enquête » confie que ces militants avaient aussi pris pour cible le quotidien Libération. Ils n'auraient pas supporté que le quotidien ait hébergé par solidarité, en novembre dernier dans ses locaux, la rédaction de Charlie Hebdo dont le siège avait été réduit en cendres par une bombe incendiaire. Ils envisageaient de réserver à Libé le même sort que celui que venait de subir l'hebdomadaire satirique. Une autre cible était envisagée, le Bloc identitaire, un mouvement identitaire.
Le 2 juillet 2012, trois membres supplémentaires sont arrêtés en Île-de-France.
En septembre 2014, deux frères affiliés au groupuscule Forsane Alizza, Karim et Reda Bekhaled, sont arrêtés à Vaulx-en-Velin. Les policiers pensent « avoir déjoué un probable attentat ».
Le 10 juillet 2015, le chef du groupe islamiste Forsane Alizza, Mohamed Achamlame est condamné à neuf ans de prison ferme, assortie d’une période de sûreté des deux tiers et d’une interdiction de droits civiques pendant cinq ans, par le tribunal correctionnel de Paris pour « association de malfaiteurs en relation avec une entreprise terroriste ».
Veuve d'un membre du Forsane Alizza, Maximilien Thibaut, la Française Mélina Boughedir est condamnée à la perpétuité en Irak le 3 juin 2018 pour avoir rejoint Daech